# N295 (België)
De N295 is een gewestweg in Brussel en Etterbeek, België tussen de N23 en de N3a. De weg heeft een lengte van ongeveer 2 kilometer.
De route gaat via de Belliardstraat, Nerviërslaan en de Galliërslaan. Het grootste gedeelte van de weg ligt langs het Jubelpark.
Op het stuk tussen de N23 en de N228 na bestaat de gehele weg uit twee rijstroken voor beide rijrichtingen samen. Het stuk tussen de N23 en de N228 is eenrichtingsverkeer en alleen vanuit west naar oost te berijden.